# Museum Sint-Remi
Het museum Sint-Remi is een Frans museum gevestigd op het nummer 53 van de rue Simon in Reims (Marne, Champagne-Ardennen, Grand-Est). Het museum is gevestigd in de voormalige abdij van Saint-Remi of het voormalige Hôtel-Dieu.

## Geschiedenis

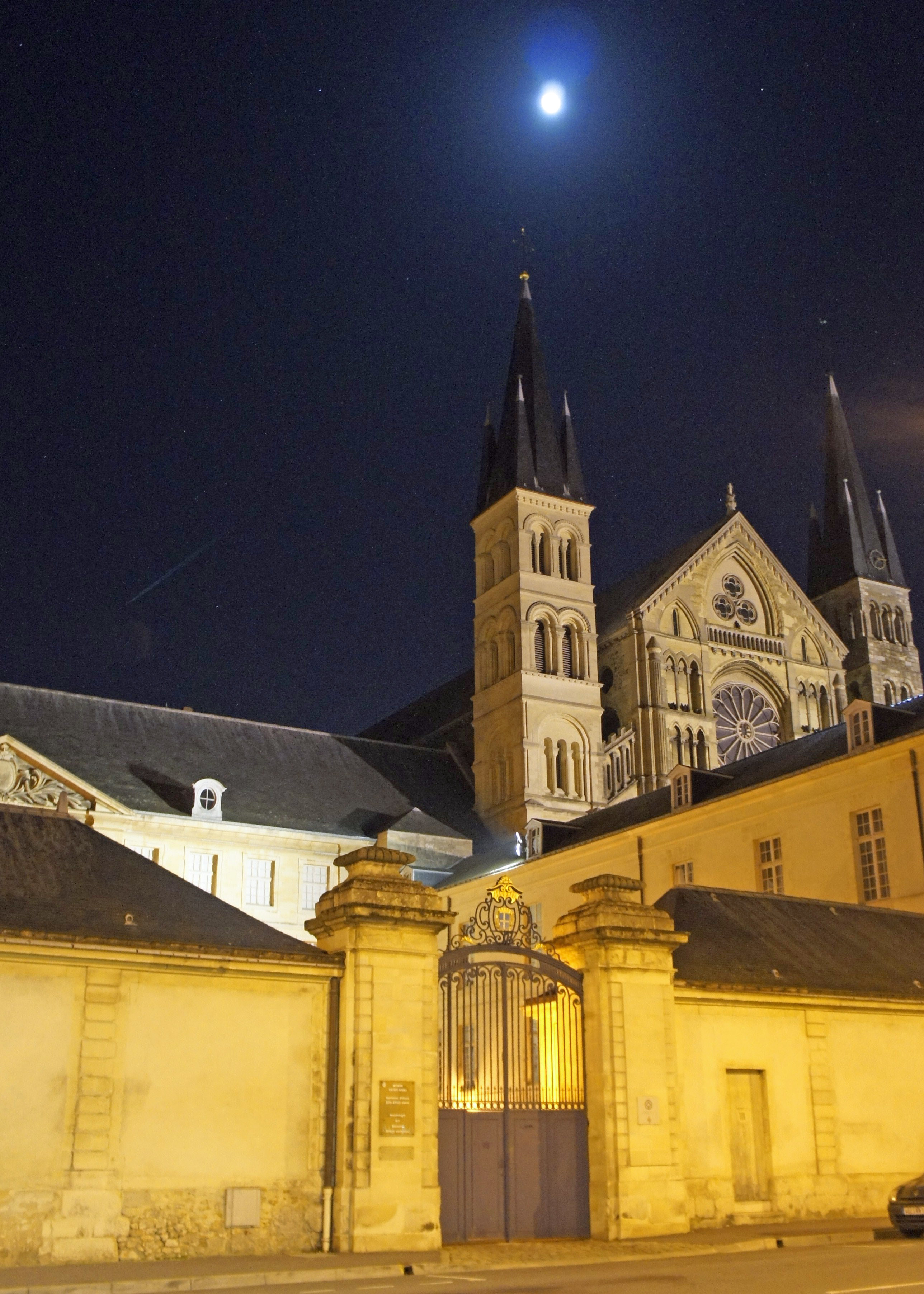
De ingang van het museum met de basiliek op de achtergrond.

Het idee om de oude abdij tot museum om te vormen dateert uit de jaren 1950. Toen de abdij een ziekenhuis was, maakten de lokale genootschappen al gebruik van een deel van het klooster als lapidair depot, een opslagplaats voor stenen of beeldhouwwerken.
Pas in augustus 1978 besloten de directie van de Musea van Frankrijk en de stad Reims om het museum officieel op te richten, dat de status van een gecontroleerd gemeentelijk museum van de eerste categorie kreeg. Tegelijkertijd, vanaf 1968, ondernamen de stad Reims en de dienst historische monumenten een omvangrijk restauratieprogramma voor de abdij, die zich langzaam herstelde van de verwoestingen van de Eerste Wereldoorlog.
De voormalige koninklijke benedictijnenabdij werd in 1991 door UNESCO op de werelderfgoedlijst geplaatst. Als erfgoedelement van het ziekenhuis van Reims was het laatstgenoemde dat een langjarig huurcontract met de gemeente sloot.

## Collectie
Het museum bestrijkt de periode van de prehistorie tot en met de renaissance (rond 1530); naast de regionale archeologische collecties (prehistorische, Gallische, Gallo-Romeinse, Merovingische en middeleeuwse periodes) zijn er ook collecties van de klassieke archeologie (Griekenland, Etrurië) en een prachtige reeks antieke wapens, uitrustingen en uniformen, variërend van de zestiende toe met de negentiende eeuw. De verdeling van de collecties over de zalen volgt een thematische en chronologische volgorde.

### Gelijkvloers
- De kloostergang (daterend uit 1709), het oude middeleeuwse salon, de grote eretrap (1778) en de middeleeuwse kapittelzaal roepen de architectonische pracht op van wat ooit de koninklijke abdij van Sint-Remi was, bewaker van de Heilige Ampul, die gebruikt werd voor de kroningen van de Franse koningen. Deze zalen herbergen ook schilderijen, met name uit de school van Reims.
- Het Gallo-Romeinse gedeelte is geïnstalleerd op de begane grond in de oude eetzalen en de keukens uit de zeventiende eeuw. Onder de naam Durocortorum was Reims tijdens de Romeinse tijd de hoofdstad van de keizerlijke provincie België. In deze ruimtes zijn vele getuigenissen van dit glorieuze verleden te zien: mozaïeken, sculpturen, grafstenen en aardewerk, maquettes en meer. Ook het graf van Flavius Jovin, opperbevelhebber van het Romeinse leger in Gallië, afkomstig uit Reims, verdient vermelding. Het is de mooiste antieke marmeren sarcofaag die in Frankrijk bewaard is gebleven.

- De wandtapijtenzaal herbergt het weelderige wandtapijt uit het leven van Sint-Remi, dat in tien grote wandtapijten met een totale oppervlakte van 250 m²,[3]de episodes uit het leven en de wonderen van de heilige apostel van de Galliërs weergeeft. Deze wandtapijten, vervaardigd tussen 1523 en 1531, werden aan de abdij geschonken door de aartsbisschop van Reims, Robert de Lenoncourt.

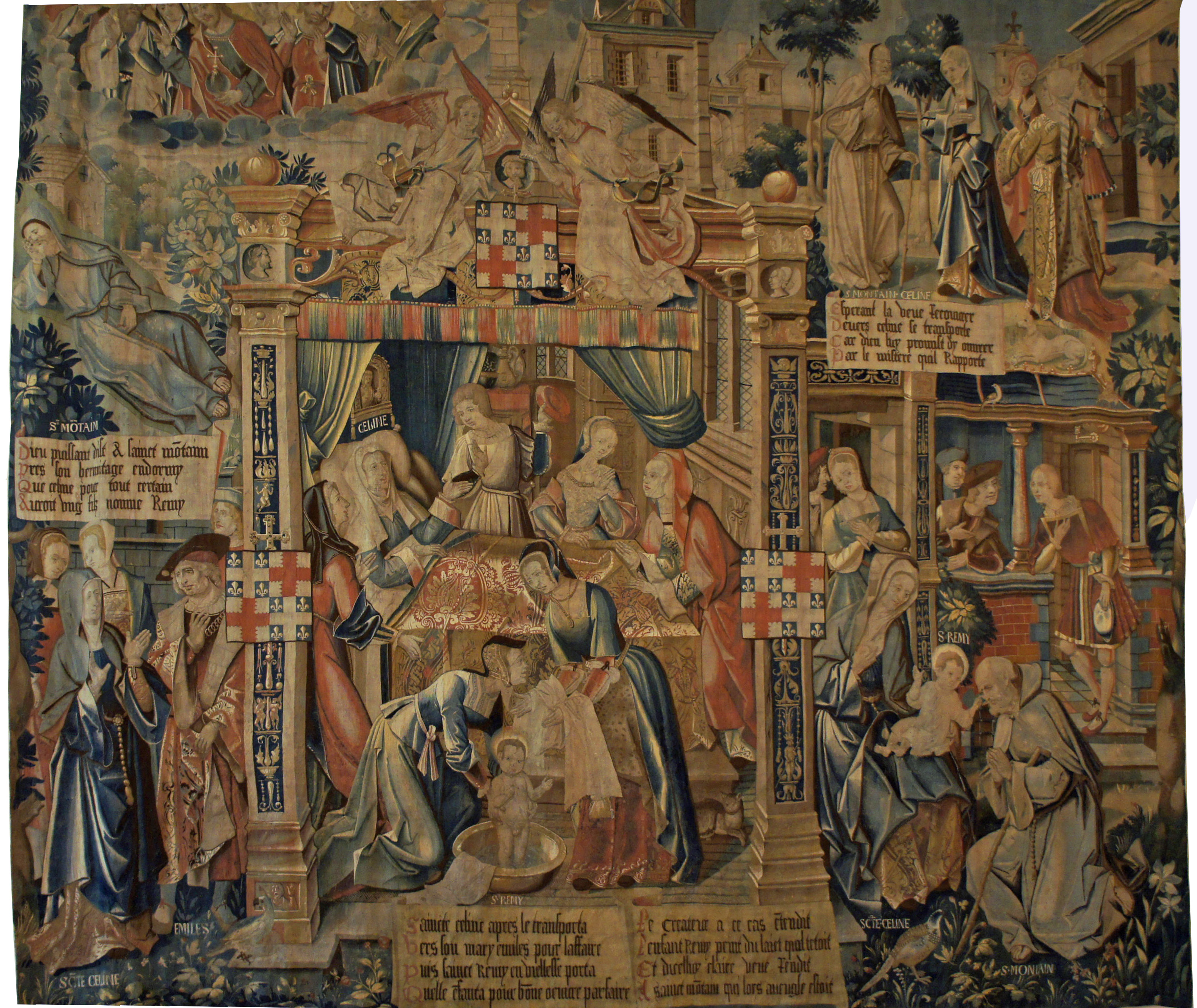
Geboorte van Remi
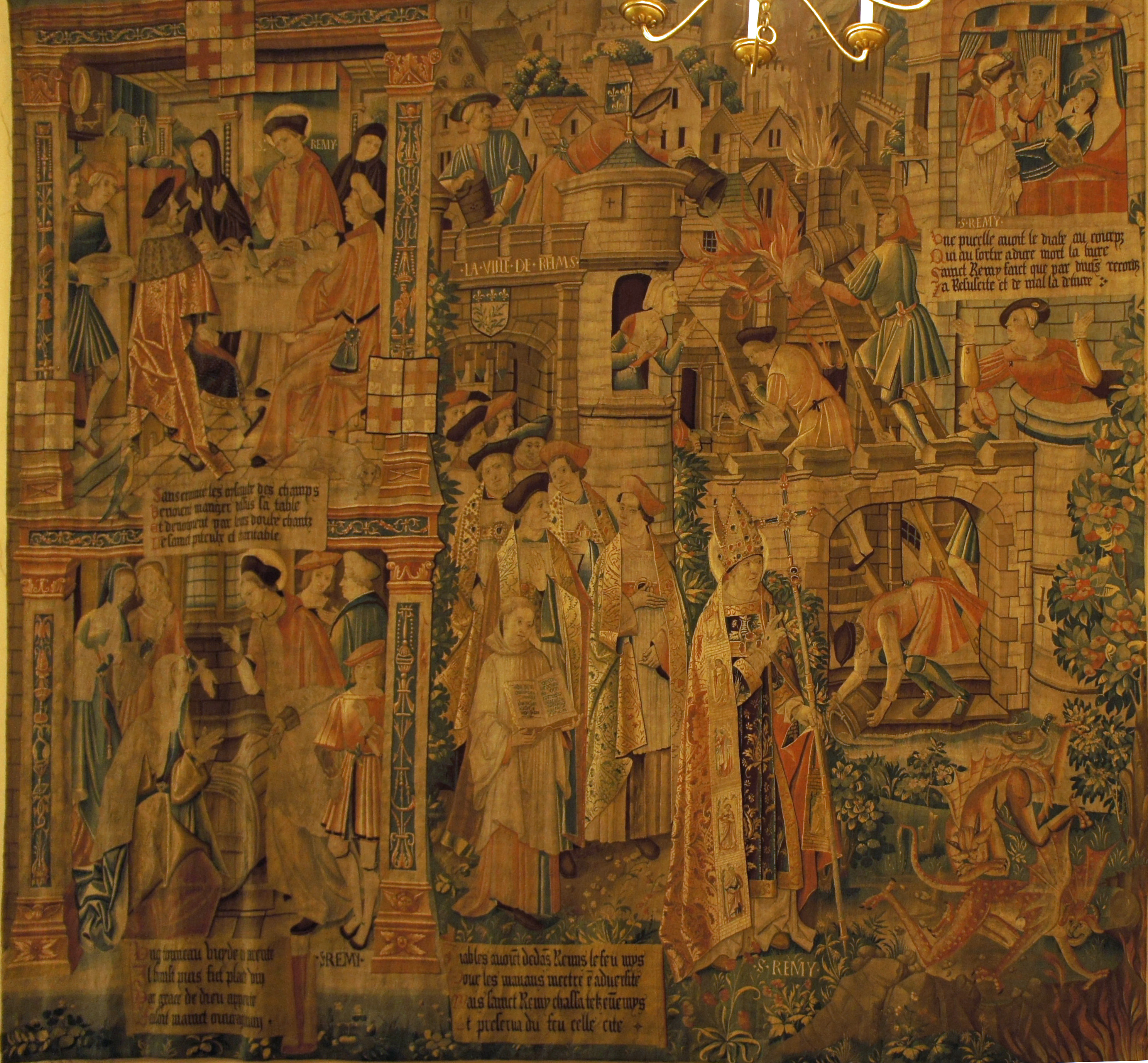
Brand van Reims
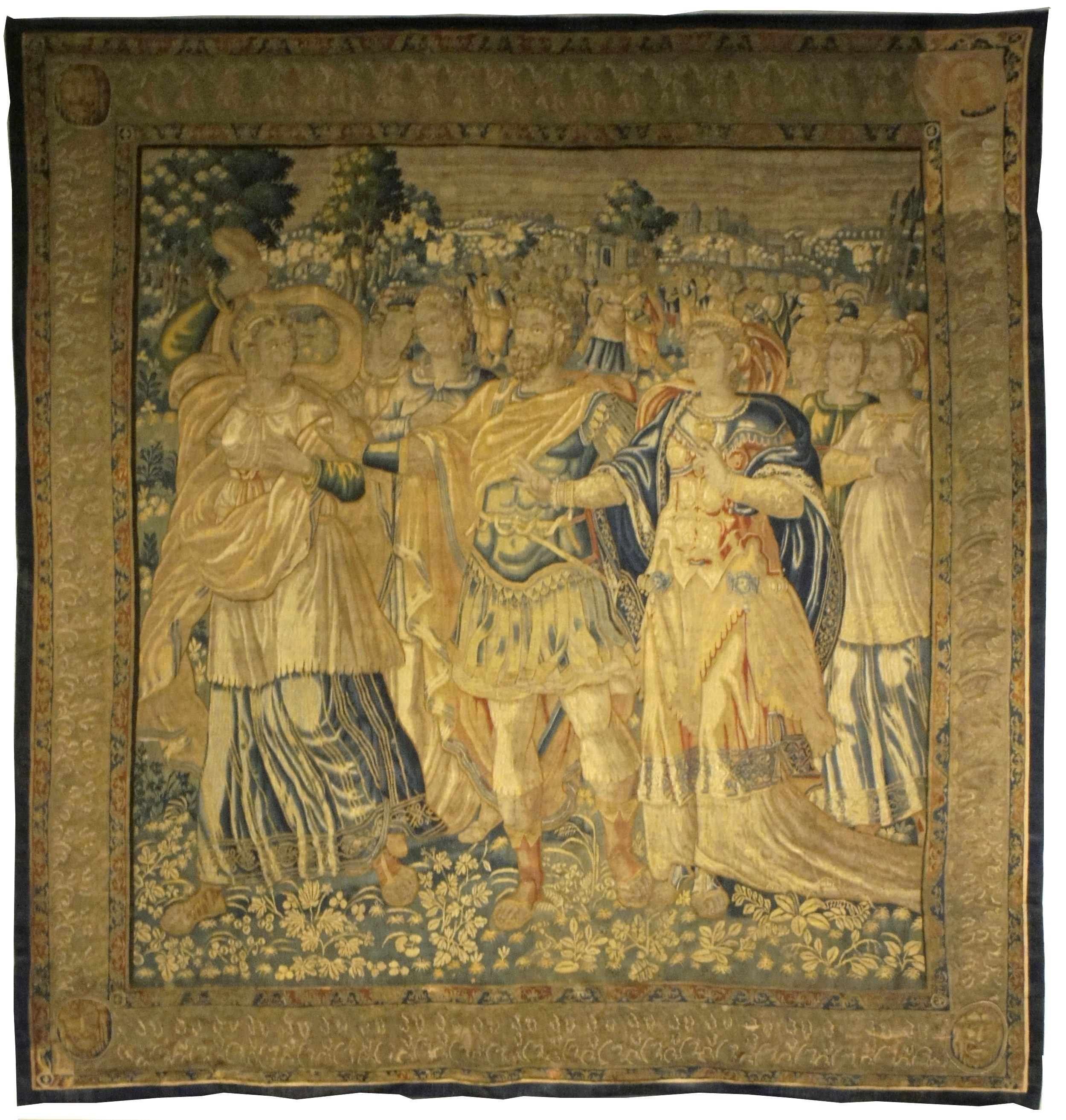
Dans van Salome
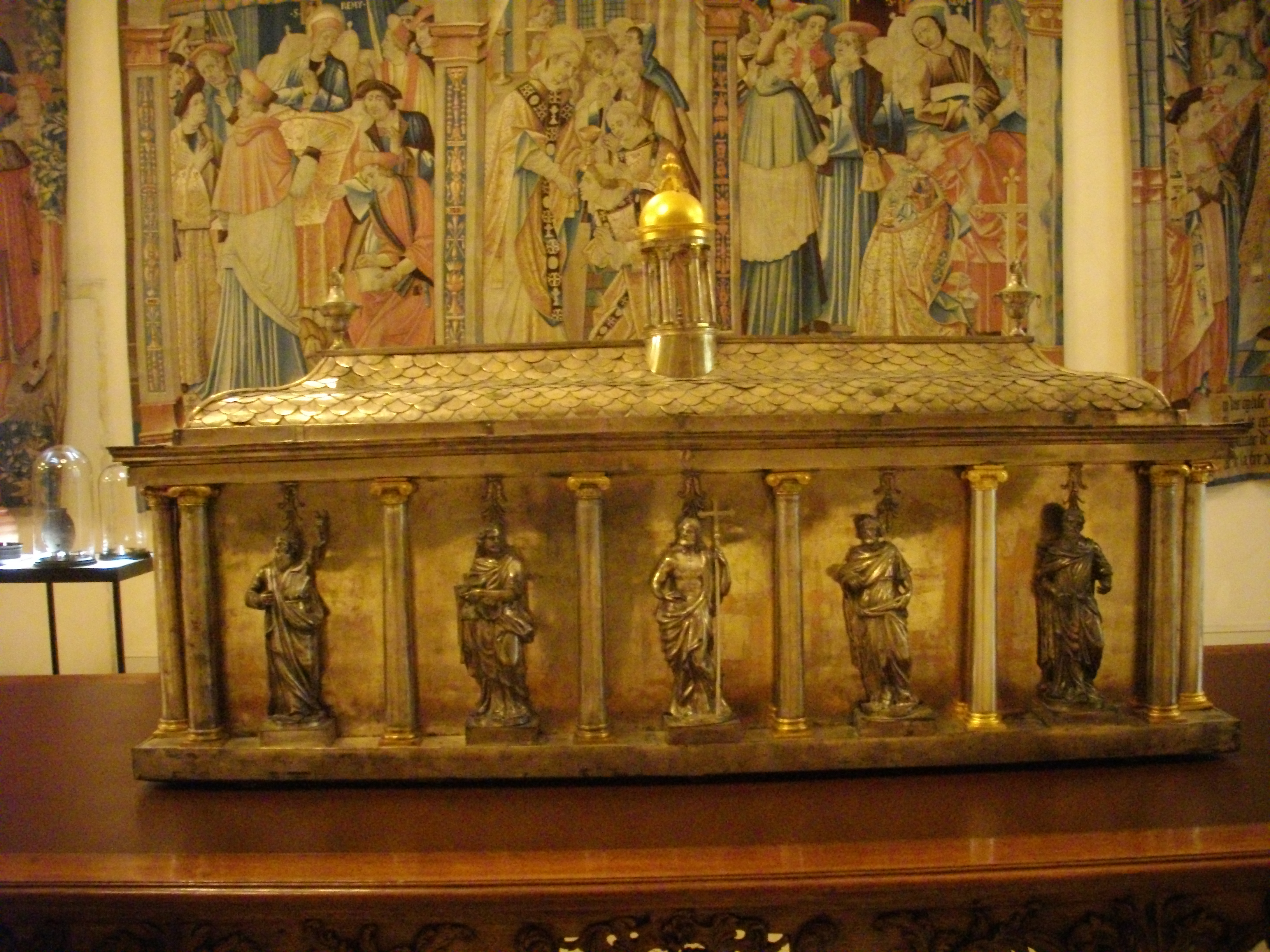
Oud reliek en wandtapijt

- Drie kleine zalen illustreren de geschiedenis van de abdij en de basiliek door middel van een chronologische presentatie van de meeste voorwerpen afkomstig van de archeologische opgravingen op de site (het hoofd van koning Lotharius, de voet van de kandelaar van Saint-Remi, emaille uit de Limousin, enz.).

### Eerste verdieping
Op de eerste verdieping bevindt zich de afdeling regionale archeologie, die uit zeven grote zalen bestaat die een chronologische reis van de prehistorie tot het einde van de middeleeuwenbieden. Hier kan men de overblijfselen van de cenotaaf van de zonen van keizer Augustus (jaar IV na Jezus Christus) bewonderen.
- De gotische zaal belicht de overblijfselen van de verdwenen gebouwen van Reims, zowel burgerlijke, religieuze, militaire als funeraire gebouwen. Ontdek de reconstructie van de eerste verdieping van het beroemde Maison des Musiciens uit de dertiende eeuw, alsook de zeventiende eeuwse schilderij die de verwoeste Saint-Nicaisekerk voorstelt.

- Het gedeelte over de regionale militaire geschiedenis herinnerd eraan dat Reims altijd aanwezig is geweest bij de grote militaire gebeurtenissen in de geschiedenis van Frankrijk, van de Gallische Oorlogen tot de Duitse overgave van 7 mei 1945. Dit is een van de belangrijkste collecties van provinciale musea, bestaande uit wapens, uitrusting, uniformen uit die tijd op poppen, hoofddeksels, documenten, schaalmodellen van schepen en schilderijen, waaronder de beroemde Charge van de Kurassiers van Reichshoffen van Édouard Detaille.

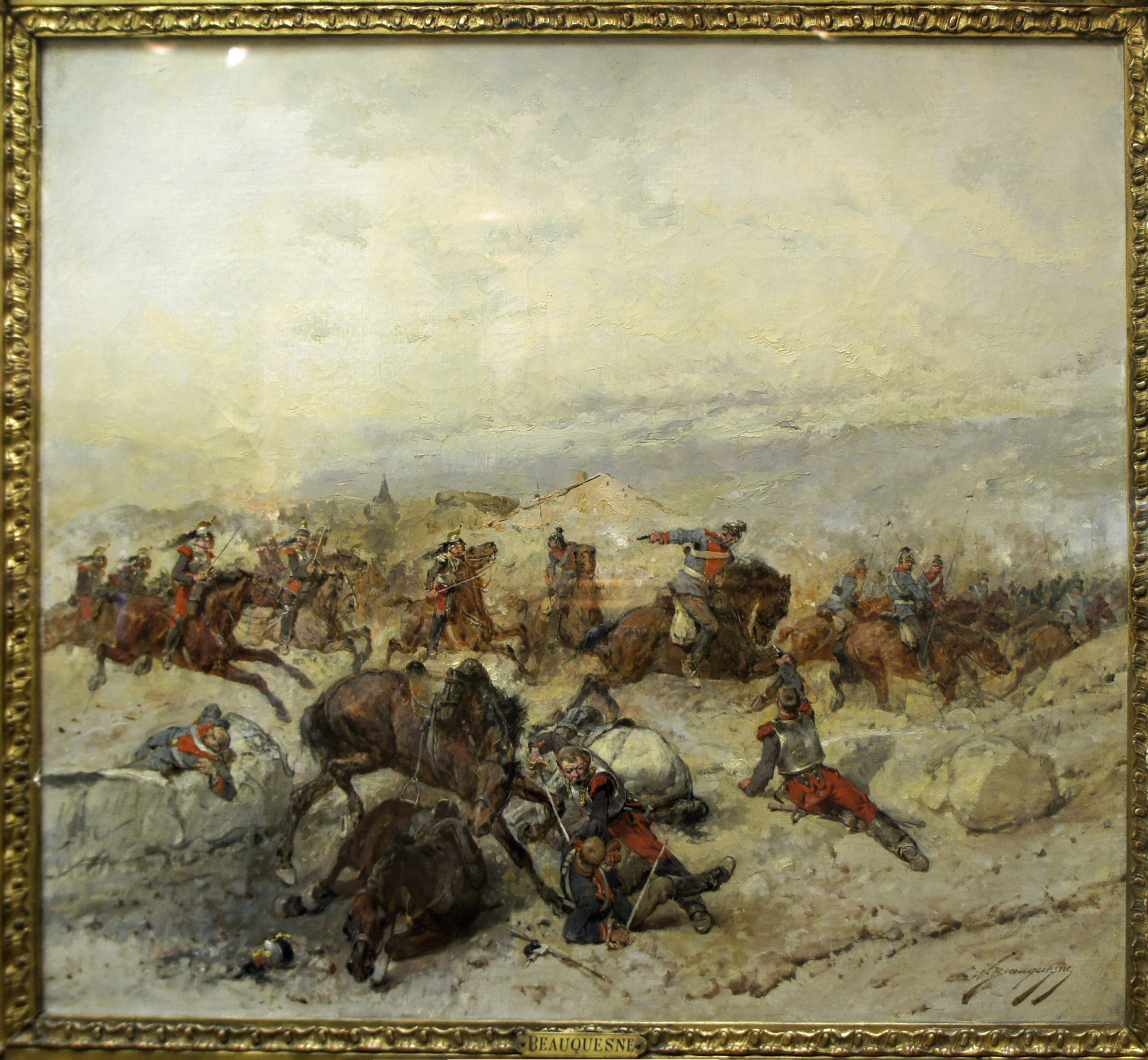
Franse kurassiers vallen Pruisische Ulanen aan (E. Detaille)
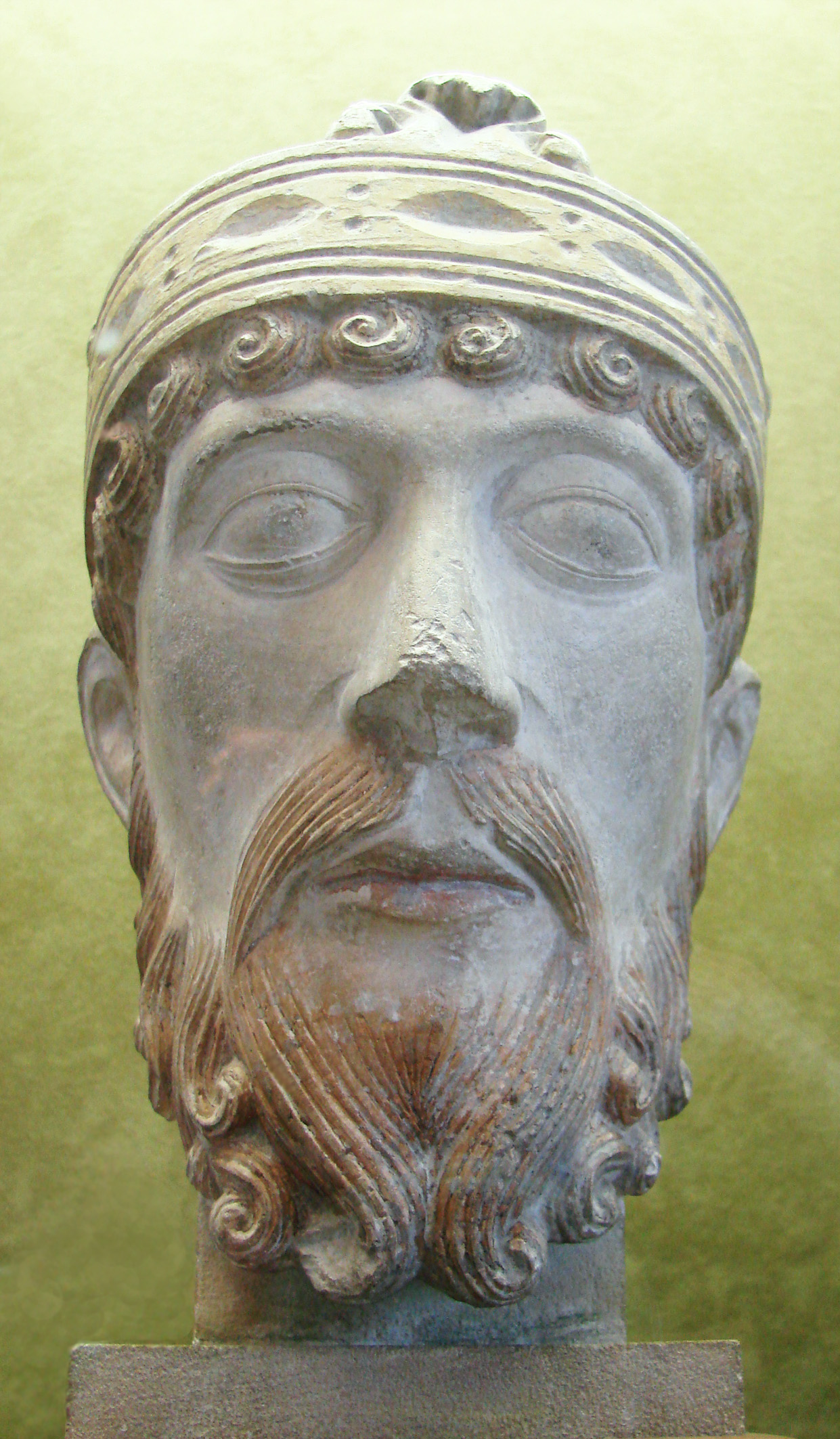
Koning Lotharius
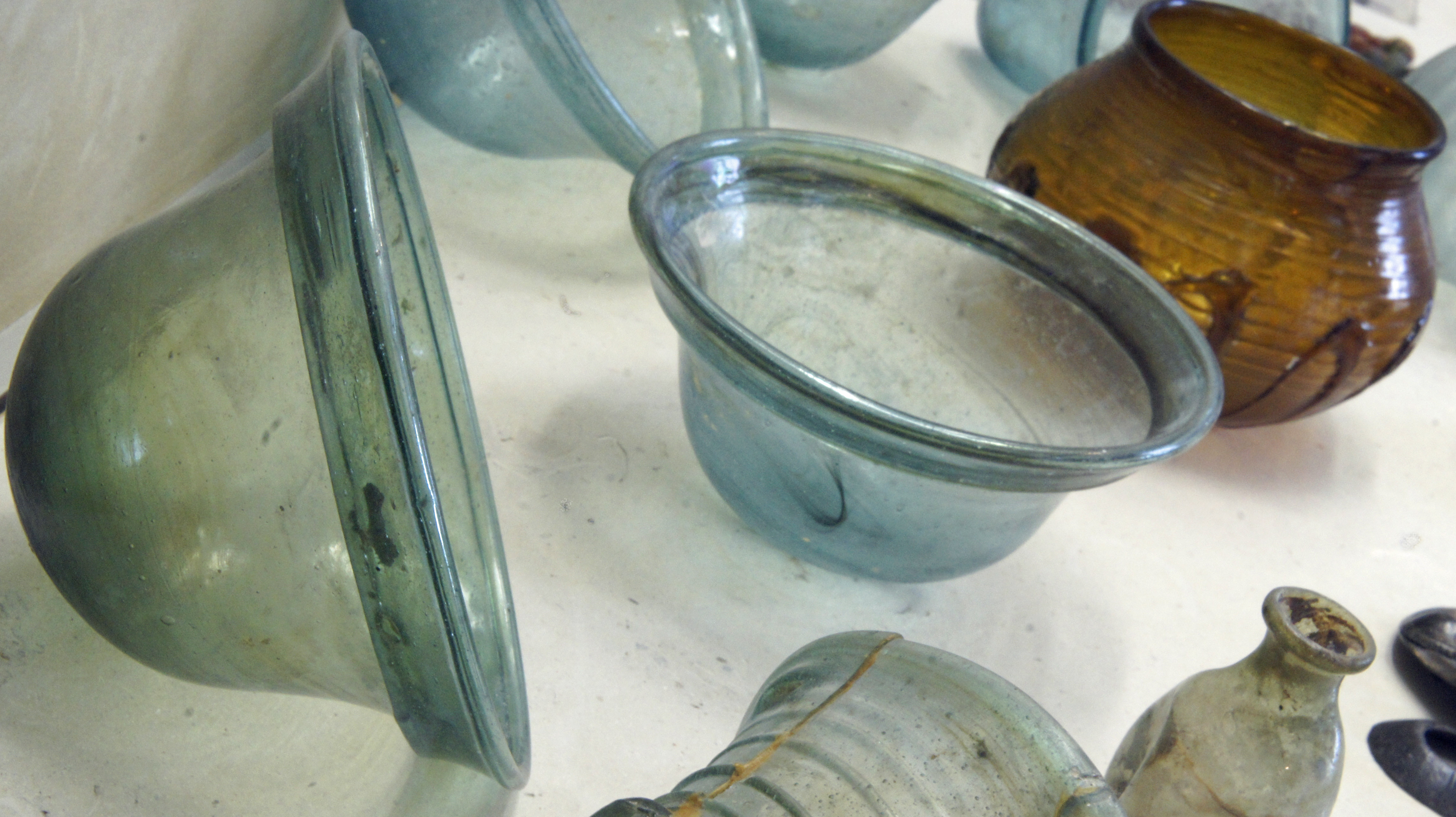
Bekers zonder poten
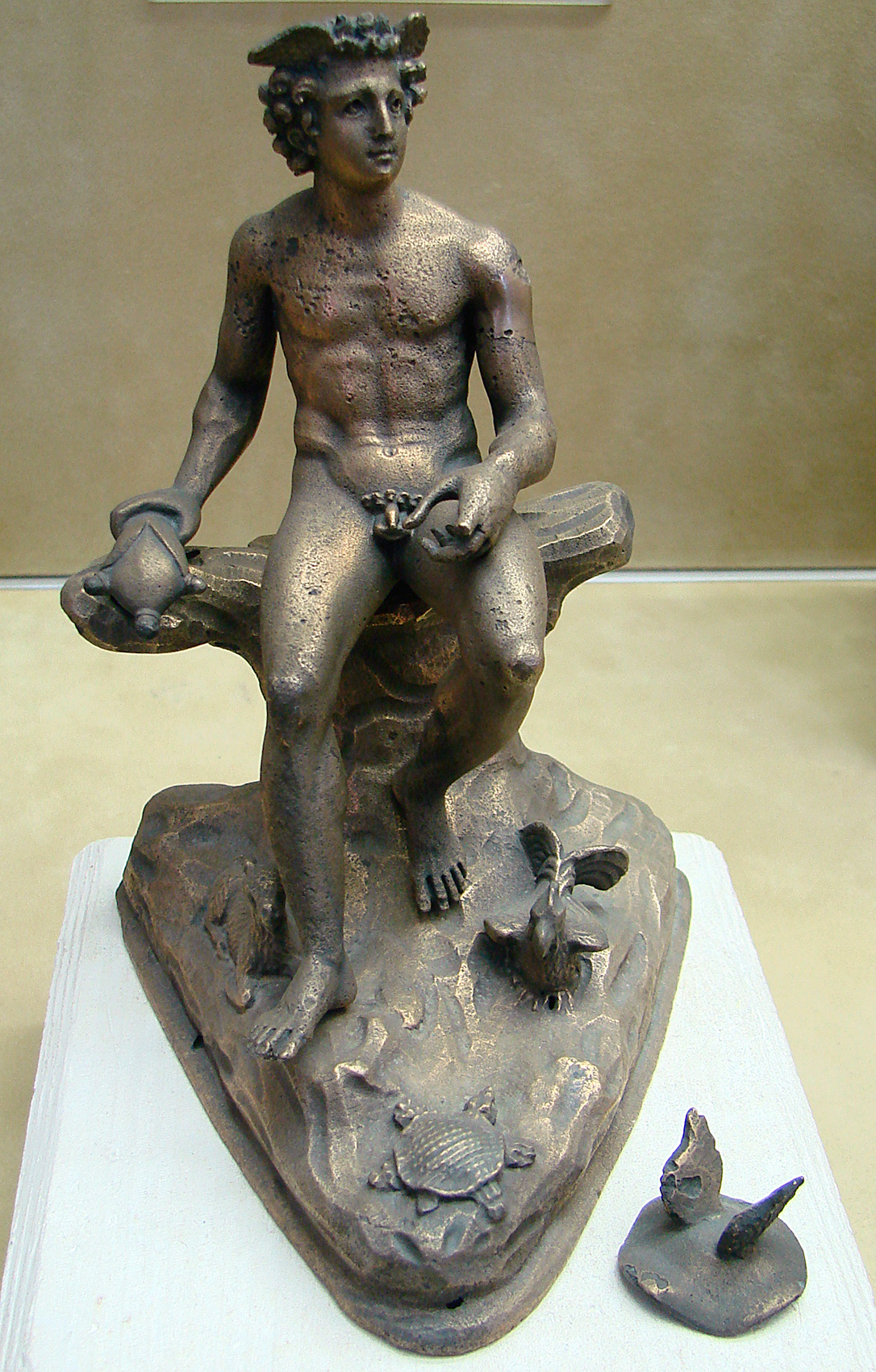
Mercure
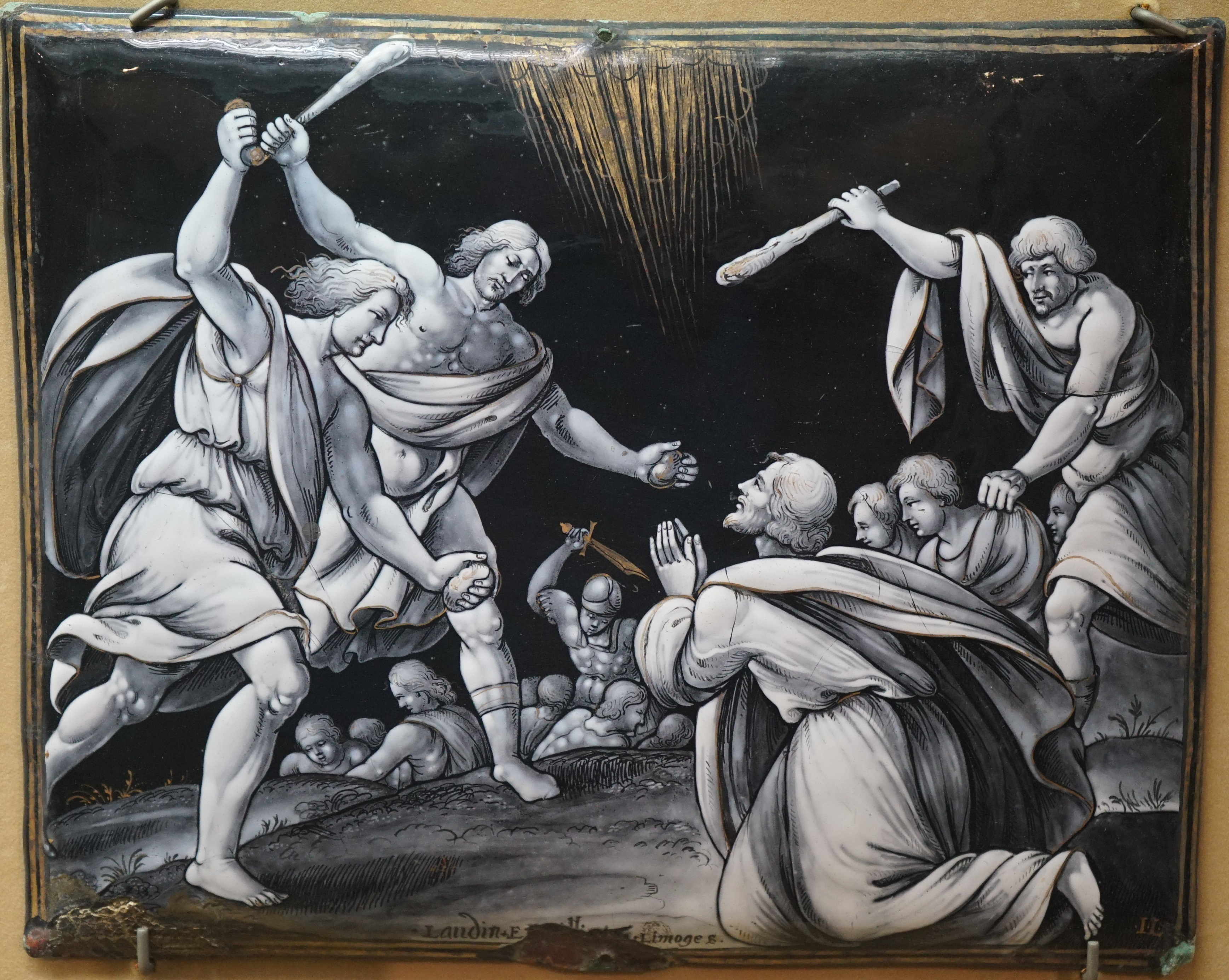
De marteldood van Sint Maurus

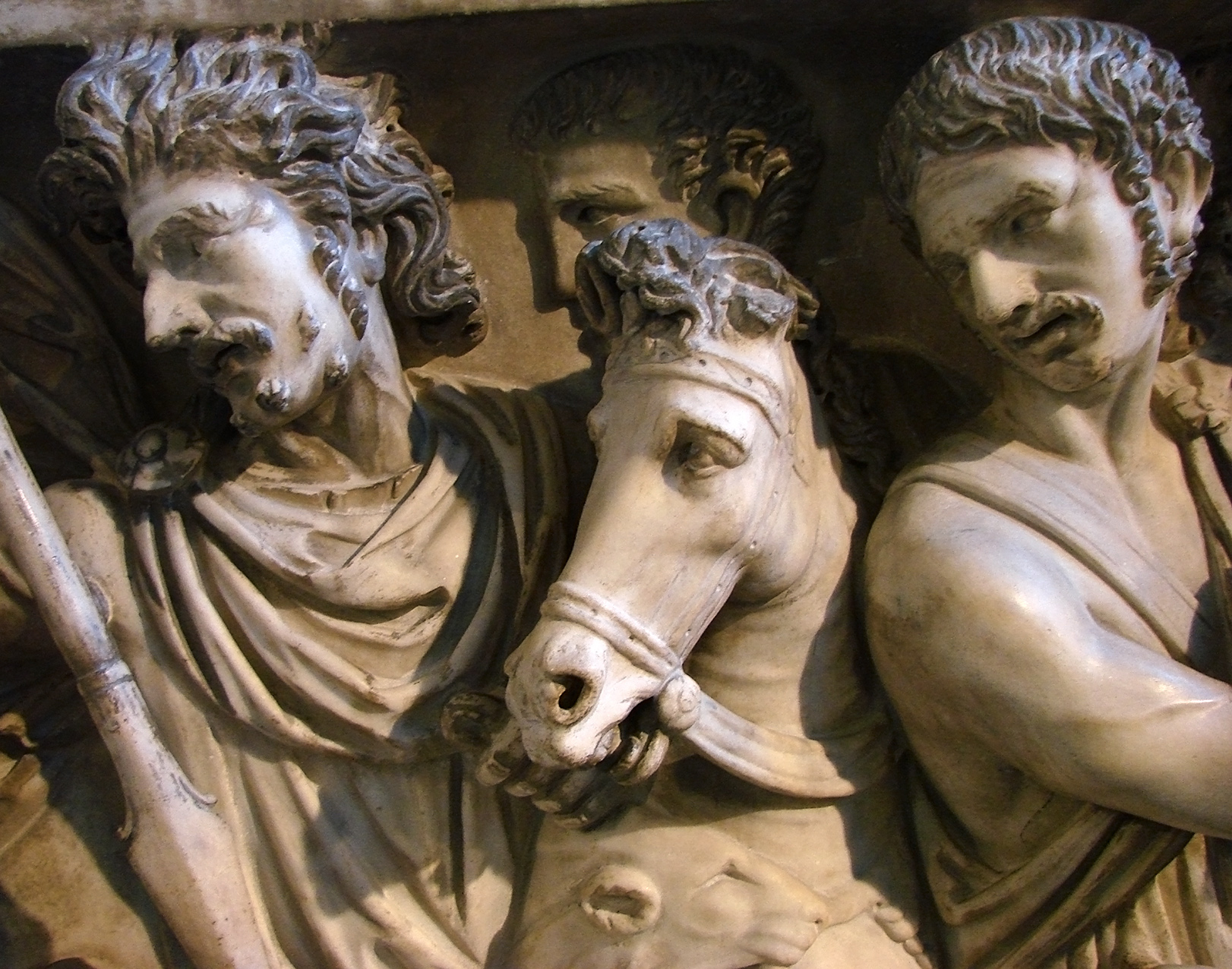
Détail van de tombe van Flavius Jovin
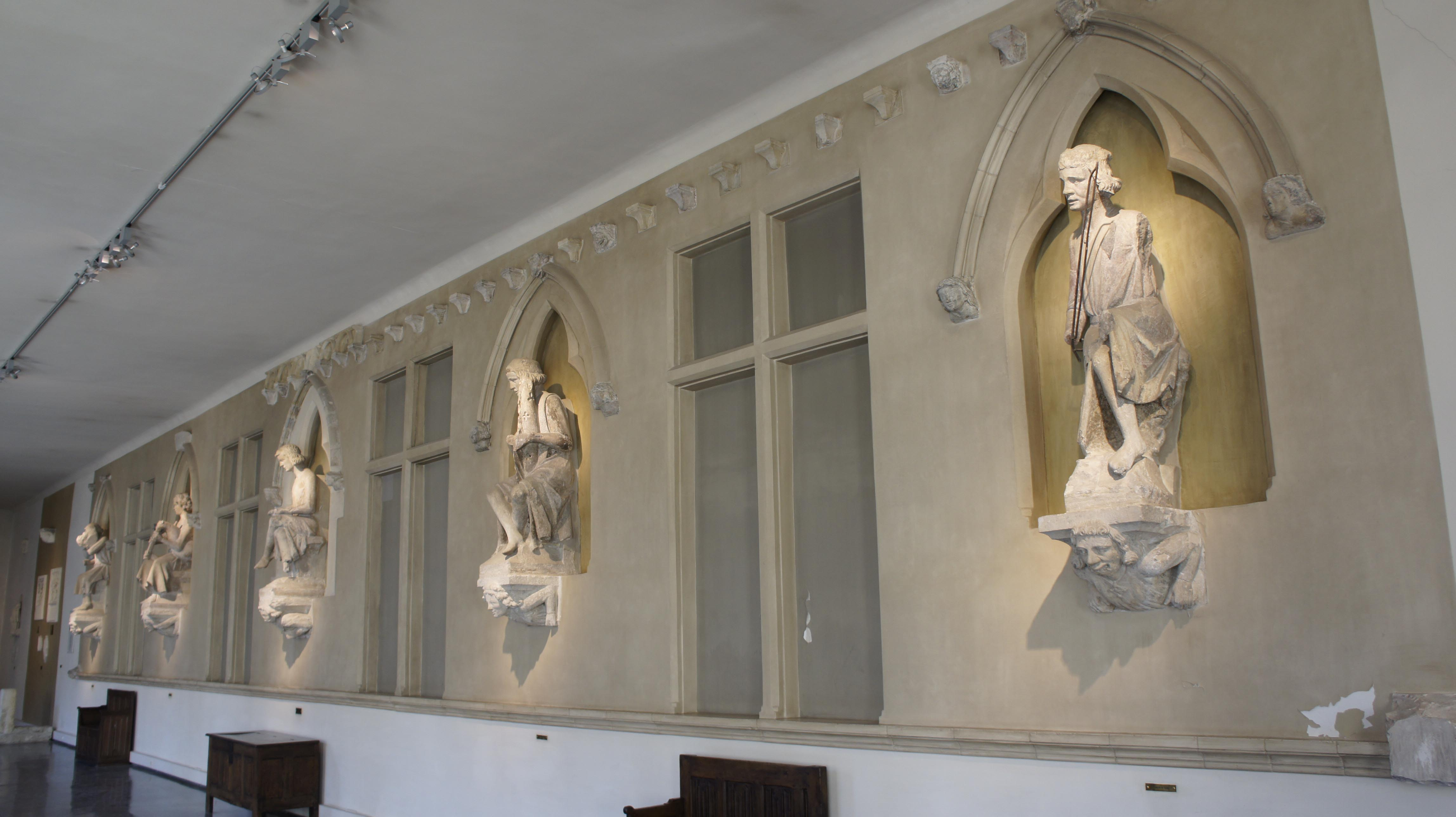
Reconstructie van de gevel van het Huis van de Muzikanten
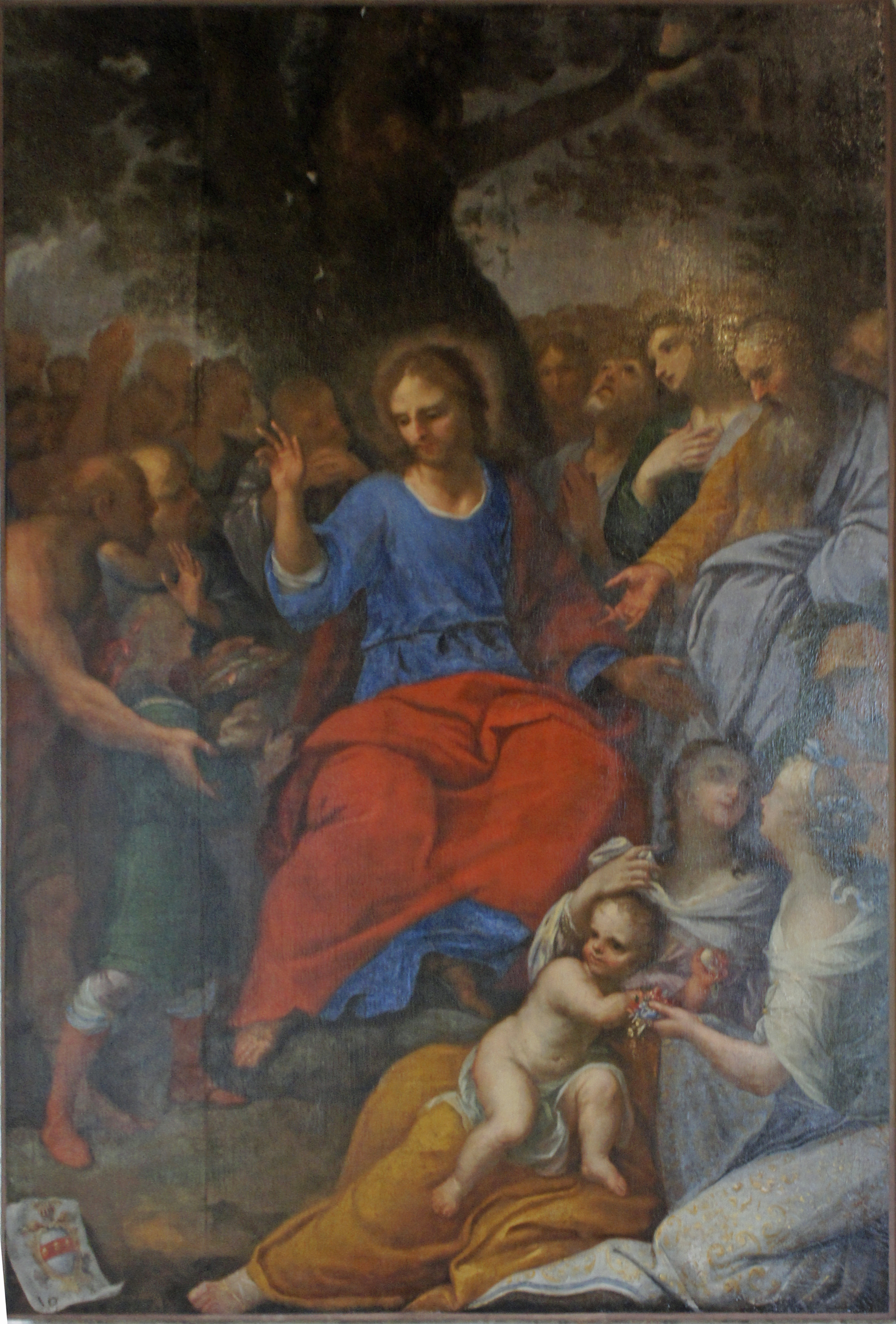
Vermenigvuldiging van brood en vissen (School van Reims)

## Architectonische kenmerken

### Eretrap
De eretrap, die gelijktijdig met de gevel is gebouwd en geïntegreerd in een grote ruimte met erkers, bevindt zich in de as van het transept van de kerk. Hij herbergt een portret van de koning, een kopie van Hyacinthe Rigaud, in een omlijsting van smeedijzeren hekwerk, gemaakt door de slotenmaker Revel uit Reims. De trap werd in 1778 voltooid door meestermetselaar Lecoq.

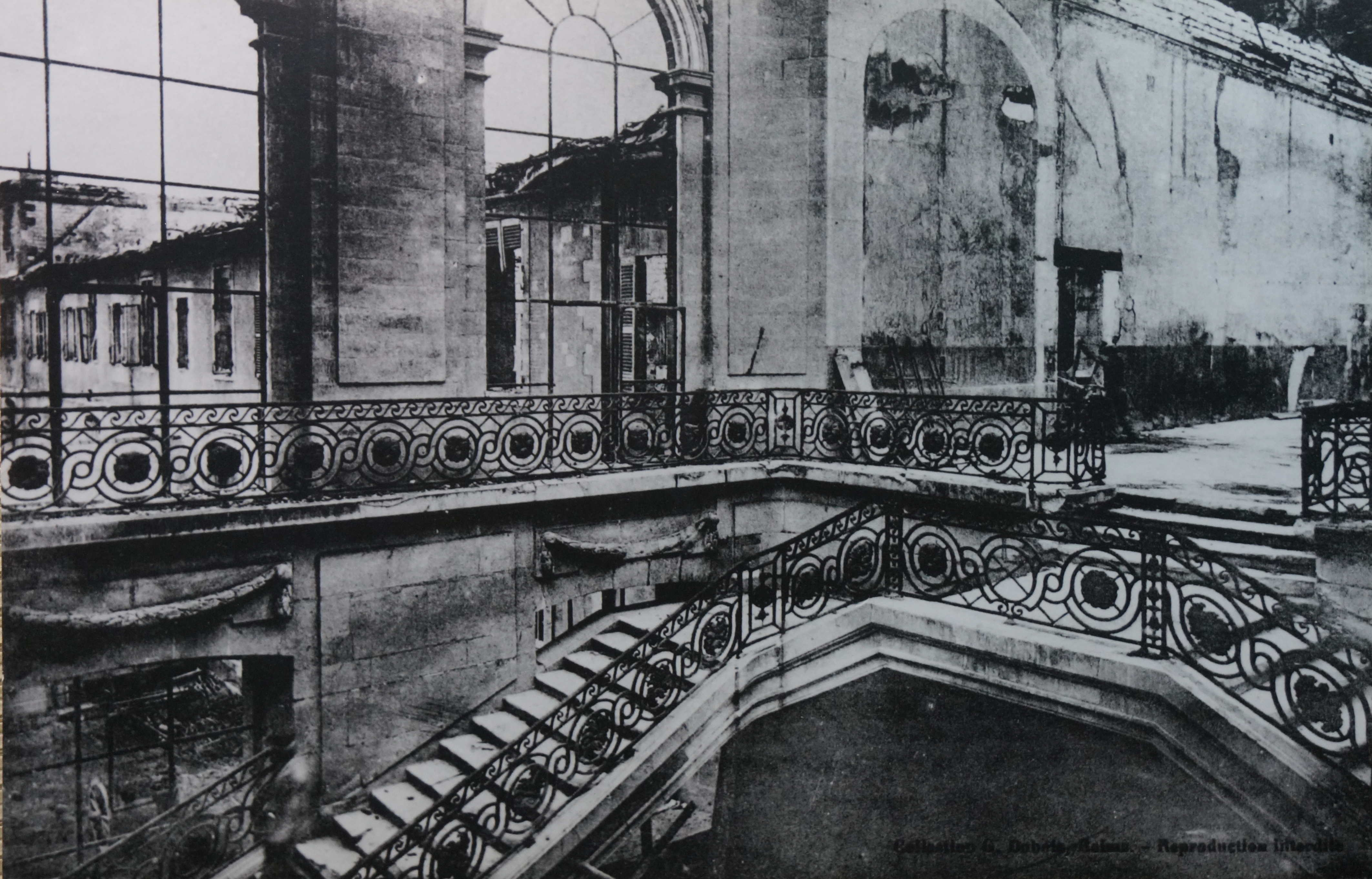
De eretrap aan het einde van de Grote Oorlog
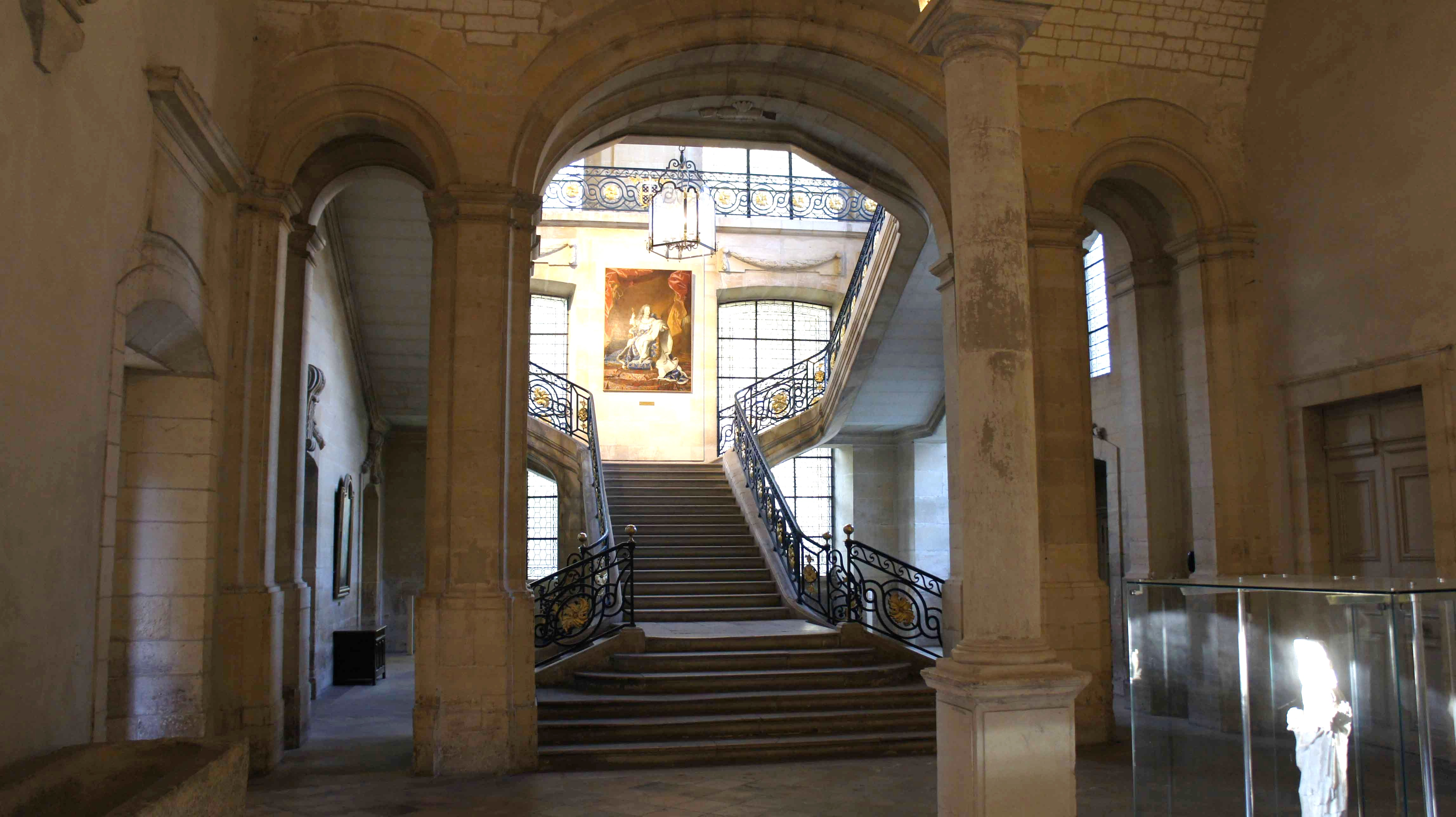
De eretrap
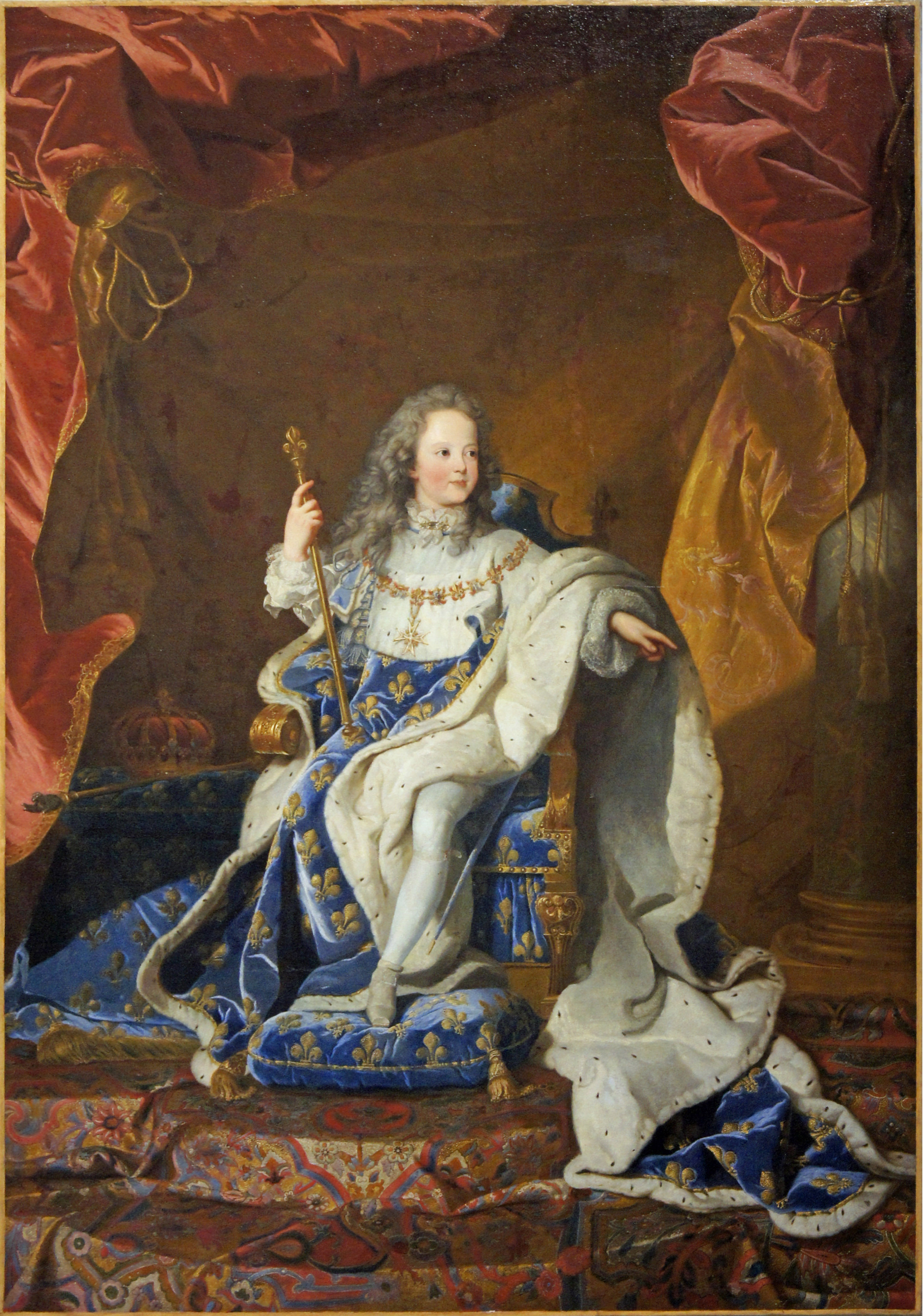
Lodewijk XV in kroningskostuum (Hyacinthe Rigaud)

### Kapittelzaal
Het is een van de best bewaarde overblijfselen van de abdij  uit de twaalfde eeuw. De ruimte vormde een verbinding tussen de kloostergang, de abdijkamers en de ingang van de kerk. De vloer is in de loop der tijd herbouwd en de ruimte heeft delen van de oude bestrating behouden, evenals talrijke gebeeldhouwde kapitelen.

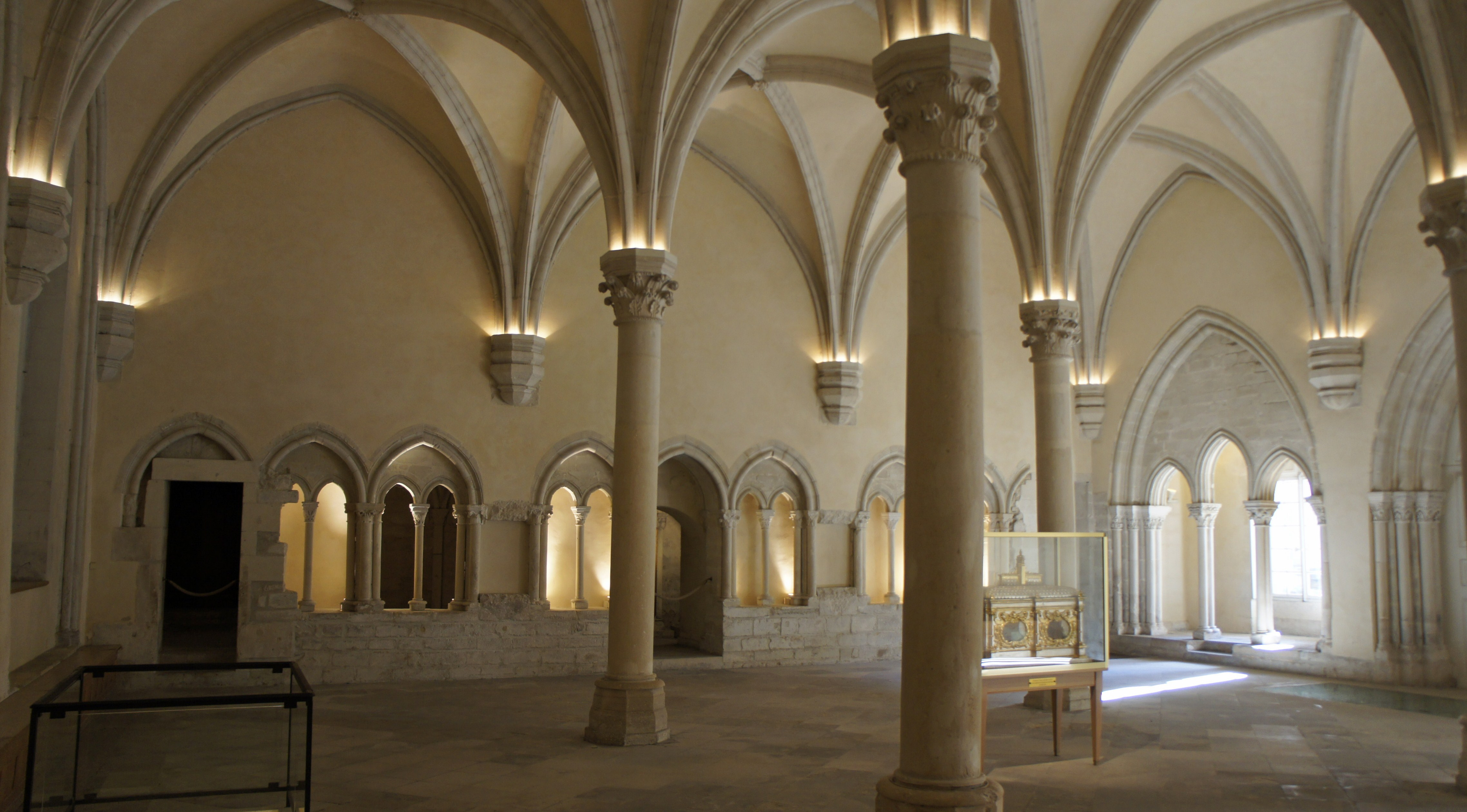
De zaal richting de kloosterdeur
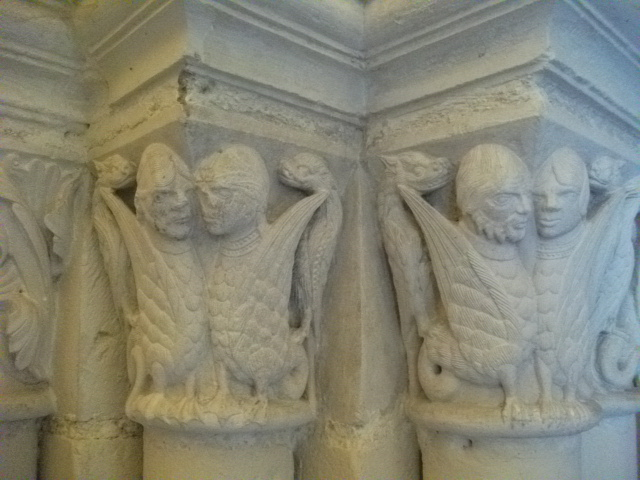
Kapiteel
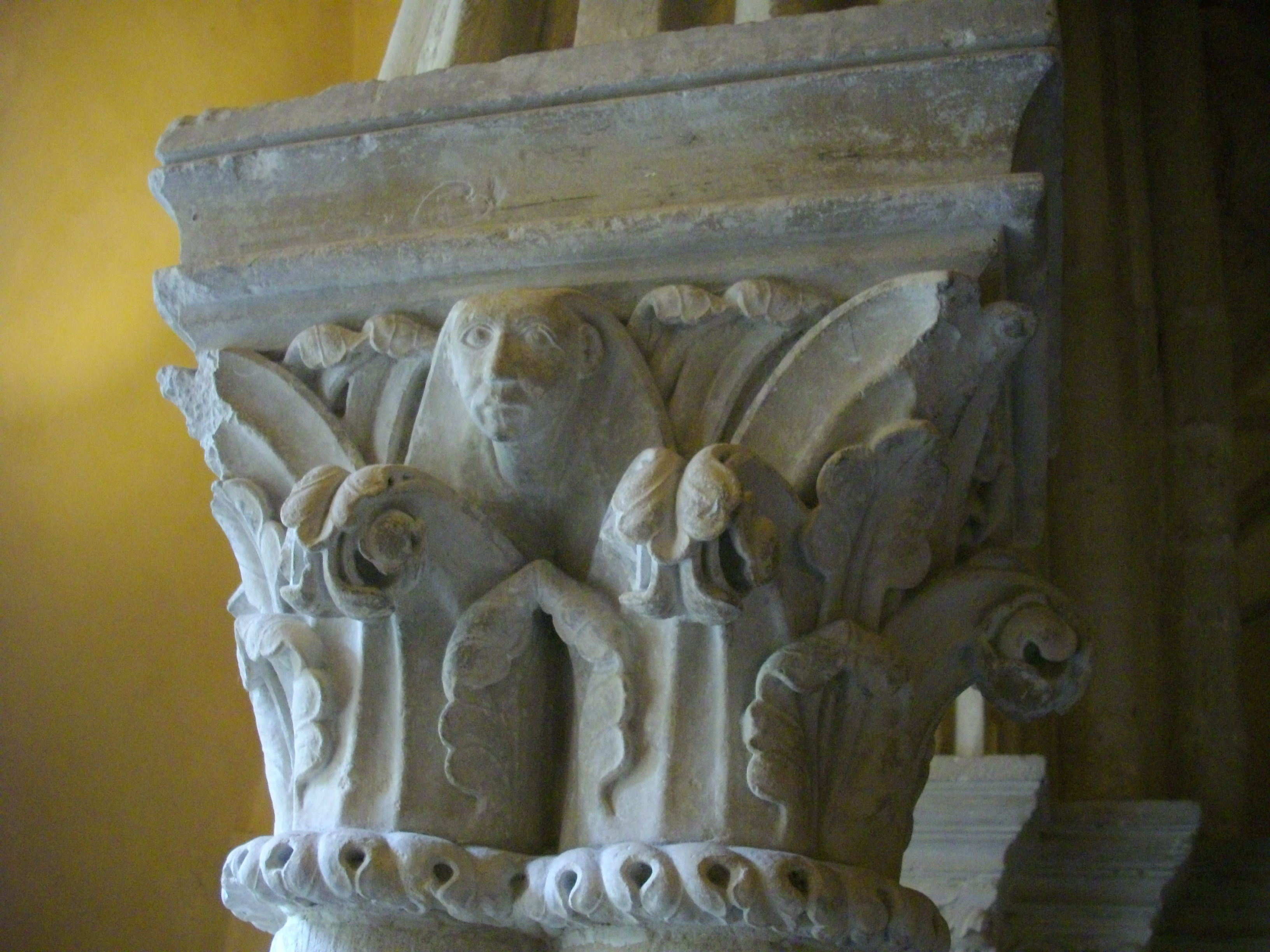
Nog een kapiteel

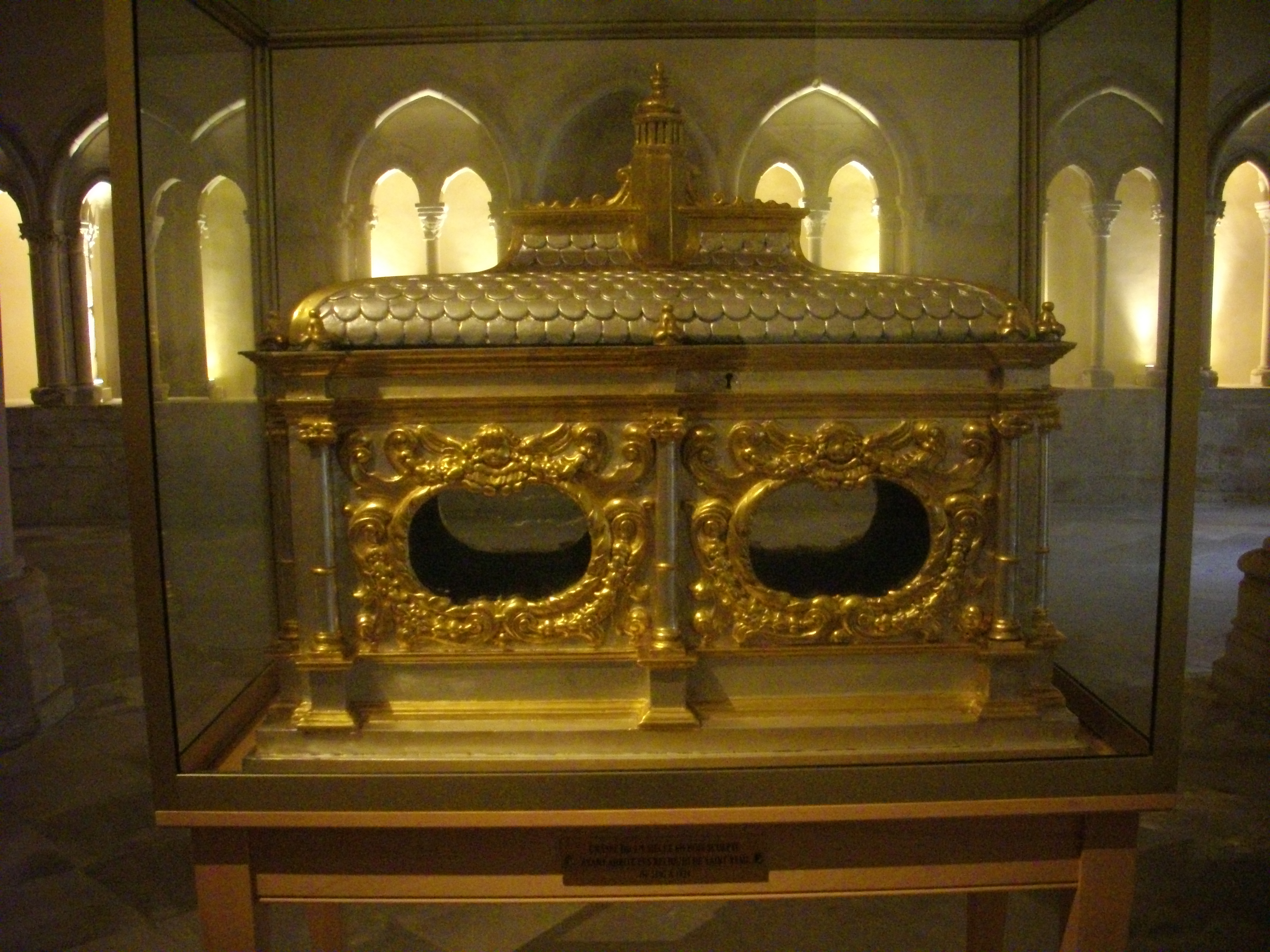
Oud heiligdom
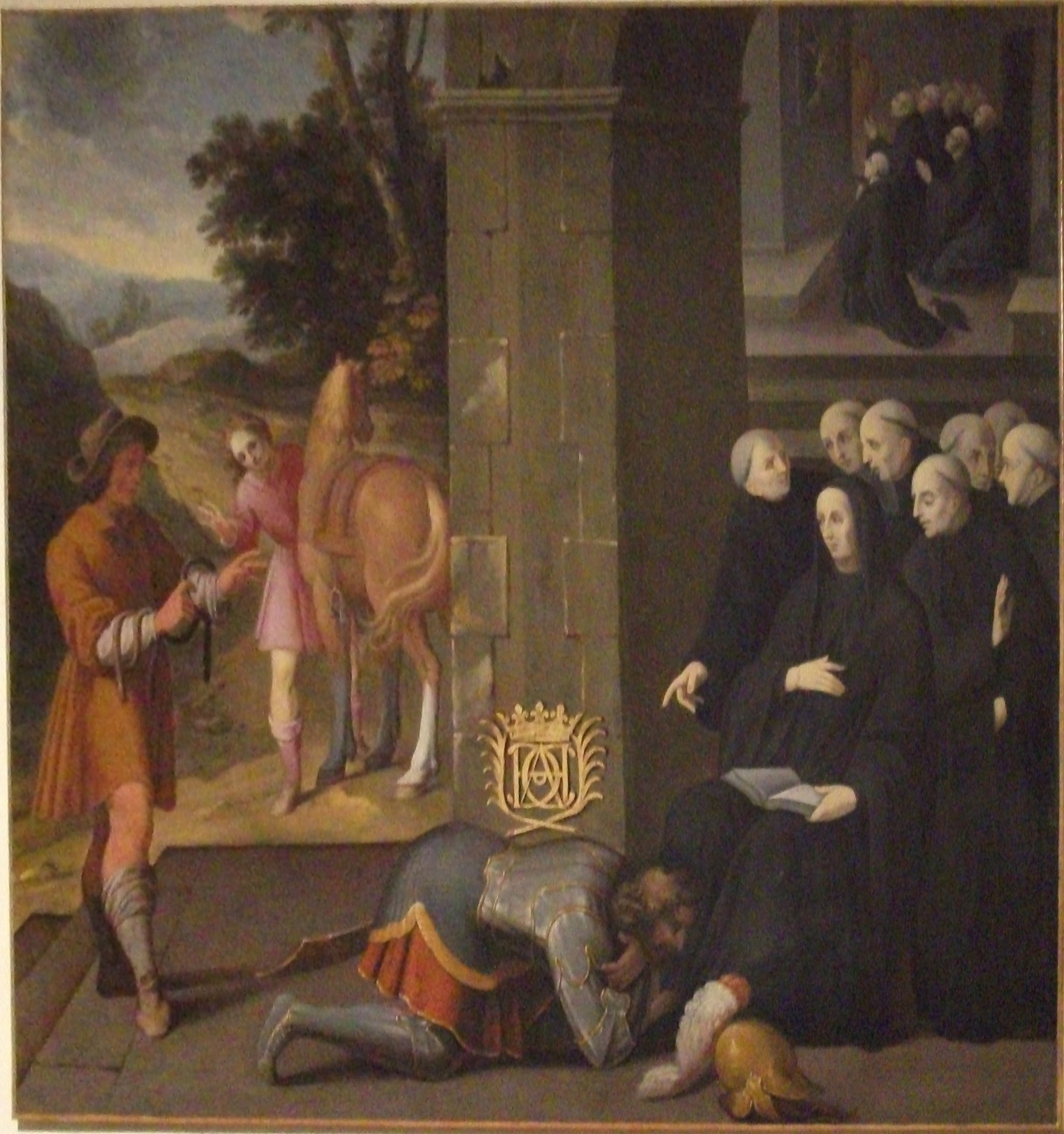
De wonderen van Sint Benedictus in Monte Cassino (XVII eeuw)
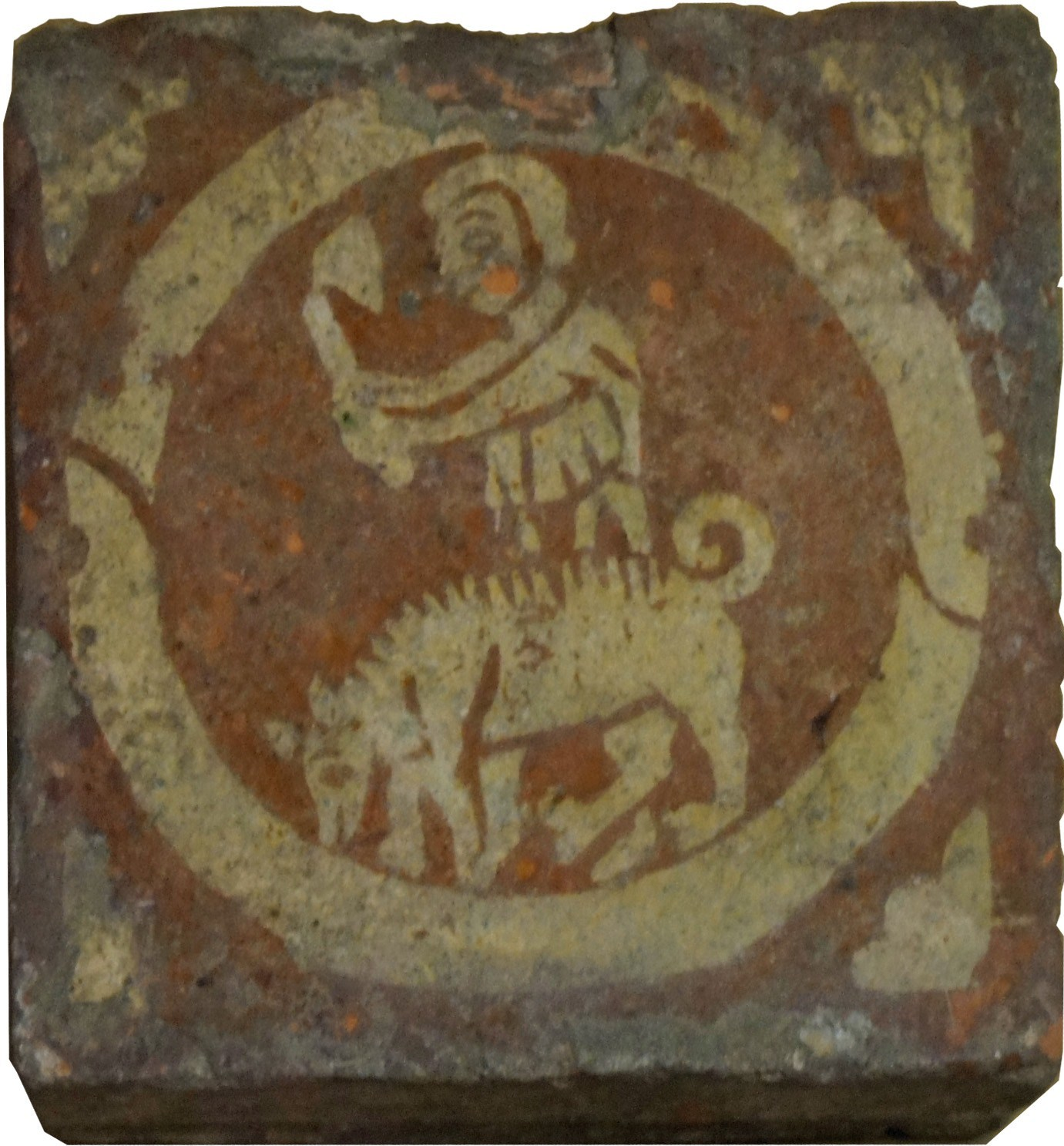
Aardewerken tegel